# Luàna Bajrami
Luàna Bajrami lub Luàna Bajrami-Rrahmani (ur. 14 marca 2001 w Kosowie) – francusko–kosowska aktorka, scenarzystka i reżyserka filmowa pochodzenia albańskiego.

## Filmografia
- Le choix d'Adèle – rola Kanioushy (2011)[2]
- 14 Million de cris – rola Luise (2014)
- Marion, 13 ans pour toujours – rola Marion (2016)[3]
- Deux égarés sont morts – rola Very (2017)
- Après la nuit – rola Anastasii (2018)
- Aux animaux la guerre – rola Nadii (odc. 3 i 4; 2018)
- Ostatni dzwonek – rola Apolline (2018)[4][5][6]
- Sous la peau – rola Léi Bourdouin (odc. 1; 2018)
- Portret kobiety w ogniu – rola Sophie (2019)[7][8]
- Przyjęcie urodzinowe – rola Emmy (2019)[9]
- Ibrahim – rola Louisy (2020)
- Praca, dzieci, dron – rola Suzie (2020)
- H24 – rola filmowa (odc. 22; 2021)
- Homme sage – rola Léi (2021)
- Wzgórze ryczących lwic – reżyseria, scenariusz, rola Leny (2021)[10][11][12]
- Têtard – rola filmowa (odc. 6 i 10 II sezonu; 2021)
- Zdarzyło się – rola Hélène (2021)
- Cięcie! – rola Johanny (2022)
- Selon la police – rola ciężarnej dziewczyny (2022)
- The Land Within – rola Uny (2022)
- A Short Trip – rola filmowa (2023)
- Będzie lepiej – rola filmowa (2023)
- En attendant que mes larmes viennent – reżyseria (2023)
- Nasz świat – reżyseria, scenariusz (2023)[13]

## Nagrody
- nagroda Międzynarodowej Federacji Krytyków Filmowych na Warszawskim Międzynarodowym Festiwalu Filmowym za film Wzgórze ryczących lwic (2021)
- najlepszy debiutujący reżyser na MFF w Sztokholmie za film Wzgórze ryczących lwic (2021)[14]
- najlepszy scenariusz na MFF w Sztokholmie za scenariusz do filmu Wzgórze ryczących lwic (2021)
- Raindance Award na Raindance Film Festival za film Wzgórze ryczących lwic (2021)
- najlepszy scenarisz na BCN Film Fest za scenariusz do filmu Nasz świat (2024)[13]

## Nominacje
- nominacja do Cezara w kategorii najbardziej obiecująca aktorka za rolę w filmie Portret kobiety w ogniu (2020)
- nominacja do Queerowej Palmy na 74. MFF w Cannes za film Wzgórze ryczących lwic (2021)
- nominacja do Brązowego Konia na MFF w Sztokholmie za film Wzgórze ryczących lwic (2021)
- nominacja do Serca Sarajewa na MFF z Sarajewie za film Wzgórze ryczących lwic (2021)
- nominacja do Złotej Kamery na 74. MFF w Cannes za film Wzgórze ryczących lwic (2021)
- nominacja do Golden Gate Award] na MFF w San Francisco w kategorii debiutujący reżyser za film Wzgórze ryczących lwic (2022)
- nominacja do Antigone d'Or na Śródziemnomorskim Festiwalu Filmowym w Montpellier w kategorii najlepszy film za produkcję Nasz świat (2023)
- nominacja do Nagrody Publiczności na 80. MFF w Wenecji za film Nasz świat (2023)[13]